# Jelen sika Dybowského
Jelen sika Dybowského (Cervus nippon dybowskii) je poddruh jelena sika (Cervus nippon), z čeledi jelenovitých.
Vyskytuje se ve východním Rusku. Podobně jako jelen evropský i samci jelena sika mají parohy, jen jsou menší a na koncích nevytvářejí korunu. Žijí ve skupinách, živí se trávou, bylinami, semeny či listy. V lese škodí olupováním kůry mladých stromků. Laň je březí 8 měsíců, mláďata se rodí v květnu až červnu. Dospívají ve dvou letech.